# 17a edició dels Premis Mestre Mateo
La 17a edició dels premis Mestre Mateo fou celebrada el 2 de març de 2019 per guardonar les produccions audiovisuals de Galícia del 2018. Durant la cerimònia, l'Academia Galega do Audiovisual va presentar els Premis Mestre Mateo en 25 categories d'entre 167 obres. La llista de finalistes fou feta pública a la seu de la SGAE a Santiago de Compostel·la el 7 de febrer de 2019 pels comunicadors Nieves Rodríguez i Adrián Díaz.
La gala va tenir lloc el 2 de març al palau de l'Òpera de La Corunya i fou presentada pels actors Camila Bossa, David Amor, Xúlio Abonjo, Fernando Epelde i Carolina Iglesias. Les grans triomfadores foren el telefilm L'ombra de la llei, que va obtenir 10 premis, inclosos el de millor pel·lícula, millor director, i millor actor, i Trote de Xacio Baño, que en va obtenir cinc.

## Premis

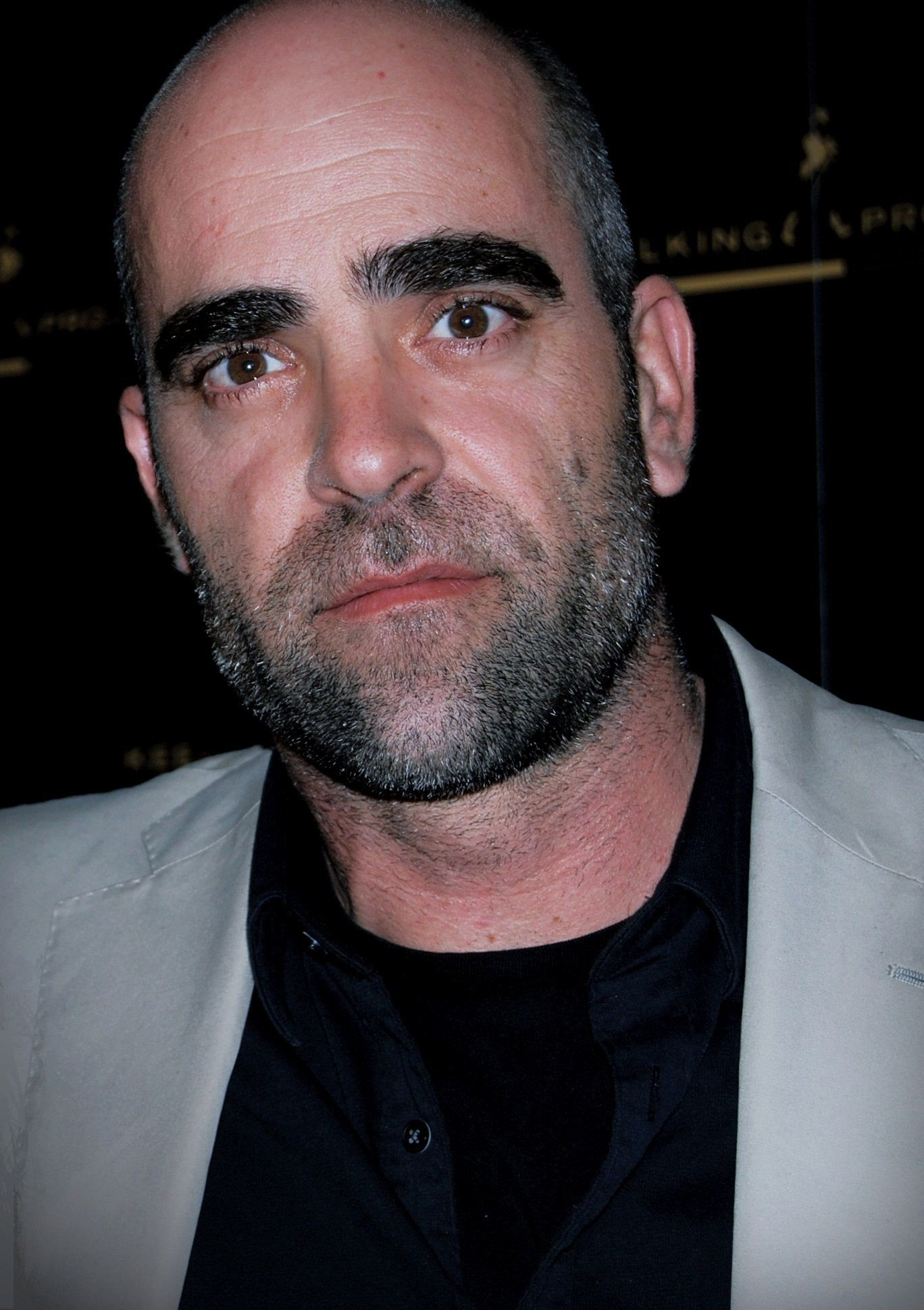
Luís Tosar, Millor actor.

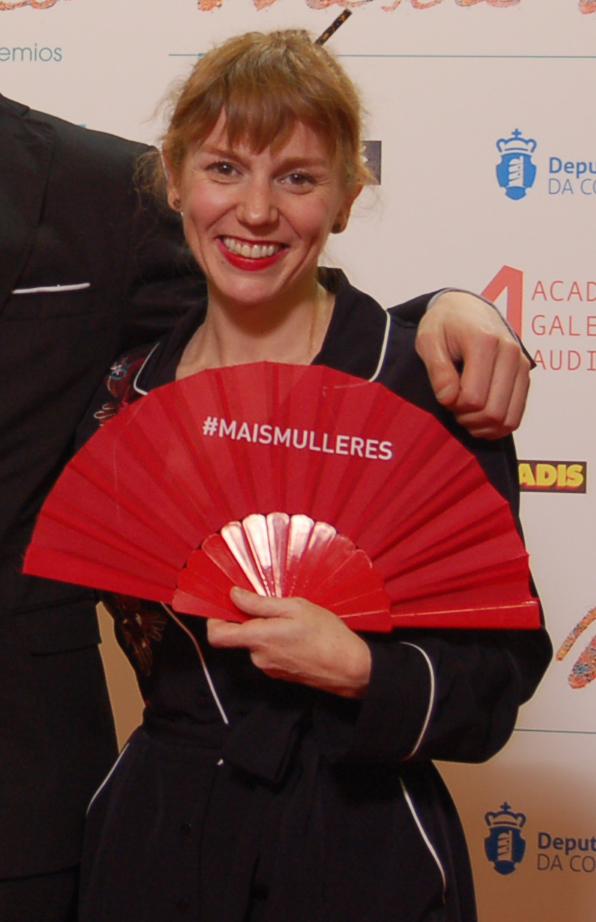
María Vázquez, Millor actriu.

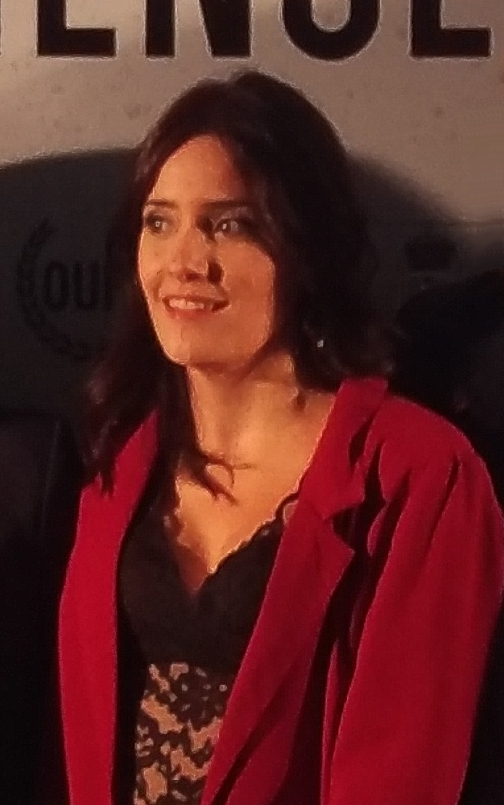
Melania Cruz, Millor actriu secundària.

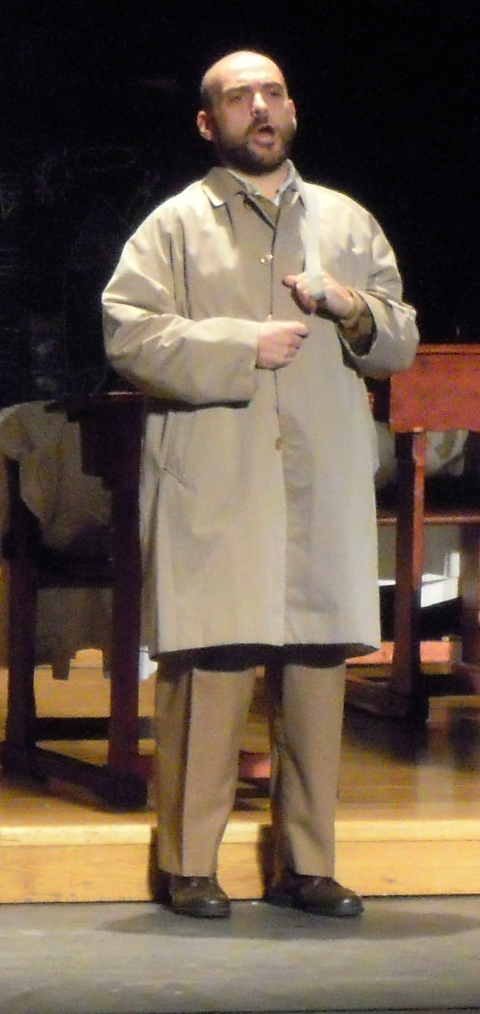
Federico Pérez, Millor actor secundari.

Els guanyadors són els que apareixen en primer lloc i destacats en negreta.
| Millor pel·lícula | Millor director |
| --- | --- |
| - A sombra da lei – Vaca Films Studio, Atresmedia Cine, La Ley del Plomo AIE i Playtime Production Sarl - Contou Rosalía – Zenit Televisión i CRTVG - Memorias dun home en pixama – Ézaro Films, Ladybug Films, Dream Team Concept i Hampa Studio - Trote – Frida Films i M-Films | - Dani de la Torre – A sombra da lei - Xacio Baño – Trote - Giselle Llanio i Manuel Espiñeira – Pazo de familia - Miguel Conde, Jorge Saavedra Juan Galiñanes i Giselle Llanio – Serramoura                                                   |
| Millor actor | Millor actriu |
| - Luís Tosar – A sombra da lei - Antonio Durán "Morris" – Os mariachi - Toni Salgado – O sabor das margaridas - Xosé Antonio Touriñán – Land Rober - Tunai Show | - María Vázquez – Trote - Melania Cruz – Contou Rosalía - Michelle Jenner – A sombra da lei - Rosa Álvarez Cabo – Sea Beasts |
| Millor actor secundari | Millor actriu secundària |
| - Federico Pérez – Trote - Ernesto Alterio – A sombra da lei - Denís Gómez – O sabor das margaridas - Celso Bugallo – Trote | - Melania Cruz – Trote - Adriana Torrebejano – A sombra da lei - Beatriz Serén – Pazo de familia - Tamara Canosa –Trote |
| Millor guió | Millor realitzador |
| - Trote – Xacio Baño i Diego Ameixeiras - Memorias dun home en pixama – Ángel de la Cruz, Diana López Varela i Paco Roca - O sabor das margaridas – Ghaleb Jaber, Raquel Arias i Eligio Montero - A sombra da lei – Patxi Amezcua                                                 | - Álbum de viaxe – Sito Torres i Miguel Granero - Land Rober - Tunai Show – José Villaverde - Pasaporte galego – Isabel Blanco - Imos indo – Xabier Eirís                                                                                     |
| Millor videoclip | Millor documental |
| - Ahora o nunca – Pegatina feat Macaco per Manu Viqueira - El astronauta que vió a Elvis – Love of Lesbian per Ézaro Films i Ladybug Films - Eu non sei porque – Boyanka Kostova per Alicia Alonso García - La gran ola – Delafé per Delafé i David Fidalgo Omil                  | - Idénticas – Amanita Studio, La Panificadora e Aspoh - O caso Diana Quer 500 días – CRTVG i Agallas Films - Tódalas mulleres que coñezo – Walkie Talkie Films - Versogramas – Esferobite                                                     |
| Millor sèrie de televisió | Millor programa de televisió |
| - O sabor das margaridas – TVG, CTV i Comarex de CV - Os mariachi – Produccións Zopilote para TVG - Serramoura – Voz Audiovisual e CRTVG - Viradeira – Voz Audiovisual e CRTVG | - Buscadores de naufraxios – Voz Audiovisual i CRTVG - Malo será! – Tex 45 Produccións - Land Rober - Tunai Show – TVG i CTV - Zig Zag Fin de Semana – TVG                                                                                    |
| Millor direcció de producció | Millor direcció artística |
| - María Liaño – A sombra da lei - Xabier Eirís –Trote - Concha Fontenla – O sabor das margaridas - Álvar Pérez Becerra i Javi Lopa – Malo será! | - Juan Pedro de Gaspar – A sombra da lei - Alexandra Fernández Carnero – Contou Rosalía - Ángel Amaro – O sabor das margaridas - María Lolo – Trote                                                                                           |
| Millor comunicador de televisió | Millor muntatge |
| - Rodrigo Vázquez – Ti verás - María Solar – Zig Zag fin de semana - Marta Doviro – Unha viaxe para contar - Roberto Vilar – Land Rober - Tunai Show | - A sombra da lei – Jorge Coira - Trote – Álvaro Gago - Versogramas – Belén Montero - Gallo – Susana Sotelo |
| Millor música original | Millor so |
| - A sombra da lei – Manu Riveiro i Xavi Font - Versogramas – Isaac Garabatos - Contou Rosalía – Manu Conde - Memorias dun home en pixama – Santi Balmes, Julián Saldarriaga e Daniel Ferrer                                                                                       | - A sombra da lei – David Machado, James Muñoz i José Antonio Manovel - O sabor das margaridas – Carlos Mouriño - Contou Rosalía – Juan Gay, Javi Pato i David Machado - Os mariachi – Juan Gay, Santi Jul i Iván Laxe - Trote – Miguel Seixo |
| Millor fotografia | Millor maquillatge i pentinat |
| - Trote – Lucía Catoira Pan - A sombra da lei – Josu Incháustegui - Versogramas – Ricky Morgade - O sabor das margaridas – Suso Bello | - A sombra da lei – Raquel Fidalgo i Noé Montes - Contou Rosalía – Carmen Blanco Martínez, Amparo Sánchez Graciai Lourdes Pérez Briones - Trote – Marian Simón - Serramoura – Natalia Arcay i Noelia Arcay                                    |
| Millor sèrie web | Millor producció de publicitat |
| - Dinosaurio. A serie – Carballo Interplay Producións - As cousas do choio – Román Castaño Frieiro - Hai vida en Bran? – Ángela Andrada - Sorrisos transformadores – Islandia Producións                                                                                          | - Ti – Juan Galiñanes - Comparte a maxia – Mondotropo - Donde empieza tu piel – 60 Ráfagas - Larseiros – Congo Producciones Audiovisuales y Gráficas                                                                                          |
| Millor curtmetratge | Millor curtmetratge d'animació |
| - A nena azul – Reira Filmes, Píxel Films i Comunika - Beautiful Boy – I Do Visual i EP Audiovisual - Limbo – Dani Viqueira i Centroña Producións - Mouras – Miss Movies | - Soy una tumba – Uniko e Autour de Minuit - Fin de la cita – David Saborido e Luna Sánchez - Luscofusco – Javier Portomeñe - Peixes – Juan C. Pena Babío e QatroGatos                                                                        |
| Millor disseny de vestuari | |
| - A sombra da lei – Clara Bilbao - Contou Rosalía – Aránzazu Domínguez Veiga - Las brujas de E'lente – Pedro Fernández, Borja Varela i Ángel Nimo - Trote – Renata Uzal | |

## Premis especials

### Premio de Honra Fernando Rey
- Mela Casal

### Premi Especial José Sellier
- Federación de Cineclubes de Galicia[5]